# 龍運巴士N64線
龍運巴士N64線是香港新界一條由機場（地面運輸中心）單向開往東涌（逸東邨）的巴士路線，由龍運巴士營運，只於深宵時段提供服務，本線的日間路線為S64。

## 歷史
開辦本線的原因，是基於晚上由新界開往機場的E線巴士抵達機場時該路線的尾班車已開出，車輛需要暫停服務駛回東涌停泊，因此龍運巴士利用部份原本不載客前往東涌停泊的車輛接載深宵於機場下班或乘搭夜機抵港的東涌居民，方便他們以較便宜車費回家。
- 2009年10月12日：本線投入服務[2]。

- 2015年3月21日：增設到站時間預報。[3]

- 2019年4月27日：N64線取消「東涌纜車站」。[4]

## 服務時間及班次
- 每日機場（地面運輸中心）開：00:45、01:15

## 收費
全程：$5.4
| - 本線設有12歲以下小童及65歲或以上長者半價優惠。 - 65歲或以上香港居民使用「樂悠咭」，以及12歲以下合資格殘疾兒童使用「殘疾人士身份」個人八達通繳付車資，均可享有每程$2.0或半價（以較低者為準）的票價優惠；12至64歲合資格殘疾人士使用「殘疾人士身份」個人八達通（包括「樂悠咭」），以及60至64歲香港居民使用「樂悠咭」繳付車資，均可享有每程$2.0或全費（以較低者為準）的票價優惠。 - 65歲或以上長者如使用長者或一般個人八達通繳付車資，則只可享有半價優惠；12至64歲合資格殘疾人士如不使用「殘疾人士身份」個人八達通，以及60至64歲人士如不使用「樂悠咭」繳付車資，必須繳付全費。 - 乘客可以現金或八達通於上車時付款，不設找續。 - 每位成人乘客可免費攜帶最多兩名4歲以下而不佔座位的兒童乘客乘車，超額之4歲以下小童必須繳付小童車費乘車。 - 持有「九巴月票」之乘客在車票有效期內，每日可享最多10程任何九龍巴士及龍運巴士路線（包括本路線，以及聯營路線的九龍巴士／龍運巴士提供的班次；惟乘搭機場「A」及「NA」線則可享原價二七折優惠（不會計算每天10次合資格車程））；而B1線則每日可享最多各2程（不會計算每天10次合資格車程）。 - 九龍巴士、城巴、龍運巴士及陽光巴士全職員工及家屬（不包括外判職員）可免費乘搭本路線，惟必須拍職員或職員家屬八達通。 - 乘客亦可透過多元化電子支付系統（e度嘟）繳付車資，包括使用非接觸式VISA卡、JCB卡、萬事達卡、銀聯卡、美國運通、大來國際、Discover Card、Apple Pay、Google Pay、Samsung Pay、AlipayHK「易乘碼」、支付寶、WeChatHK／微信支付「搭車碼」、銀聯雲閃付「乘車碼」及BOC Pay「乘車碼」。乘客使用此付款方式，使用此支付方式的乘客可享有中途下車之分段收費，以及與其他九巴／龍運獨營路線或聯營線九巴／龍運班次之轉乘優惠，惟不適用於與非九巴／龍運路線之轉乘優惠，亦不能享有「公共交通費用補貼計劃」及「長者及合資格殘疾人士公共交通票價優惠計劃」。 |

## 行車路線
經：暢連路、暢達路、機場北交匯處、機場路、機場南交匯處、機場路、東岸路、觀景路、駿明路、觀景路、駿運路交匯處、駿運路（西行）、駿運路（東行）、駿運路交匯處、航膳西路、駿運路交匯處、航膳東路、駿運路交匯處、觀景路、赤鱲角南路、順東路、達東路、東涌站巴士總站、達東路、順東路、裕東路、松仁路及逸東街。

### 沿線車站

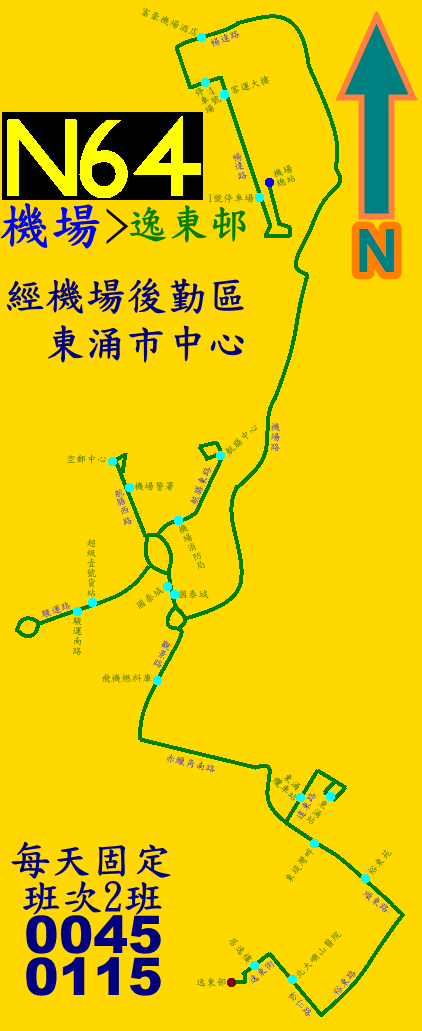
此線的走線圖

| 機場（地面運輸中心）開 | 機場（地面運輸中心）開       | 機場（地面運輸中心）開       |
| 序號                   | 車站名稱                     | 位置                         |
| ---------------------- | ---------------------------- | ---------------------------- |
| 1                      | 機場（地面運輸中心）巴士總站 | 機場（地面運輸中心）巴士總站 |
| 2                      | 一號客運大樓（南）           | 暢達路                       |
| 3                      | 一號客運大樓（北）           | 暢達路                       |
| 4                      | 富豪機場酒店                 | 暢達路                       |
| 機場路                 |                              |                              |
| 5                      | 國泰城                       | 駿明路                       |
| 6                      | 駿運南路                     | 駿運路                       |
| 7                      | 香港空運貨站                 | 駿運路                       |
| 8                      | 空郵中心                     | 航膳西路                     |
| 9                      | 機場警署                     | 航膳西路                     |
| 10                     | 赤鱲角消防局                 | 航膳東路                     |
| 11                     | 國泰航膳中心                 | 航膳東路                     |
| 12                     | 國泰城                       | 觀景路                       |
| 13                     | 飛機燃料庫                   | 觀景路                       |
| 赤鱲角南路             |                              |                              |
| 14                     | 東涌站                       | 東涌站巴士總站               |
| 15                     | 東堤灣畔                     | 順東路                       |
| 16                     | 裕東苑                       | 順東路                       |
| 17                     | 北大嶼山醫院                 | 松仁路                       |
| 18                     | 逸東邨居逸樓                 | 逸東街                       |
| 19                     | 逸東邨巴士總站               | 逸東邨公共交通總站           |

## 外部連結
龍運巴士
- 龍運巴士N64線 （页面存档备份，存于）

其他
- 龍運巴士N64線－681巴士總站 （页面存档备份，存于）